# Campionati europei di atletica leggera indoor 2019 - Salto con l'asta maschile
Il concorso del salto con l'asta maschile ai campionati europei di atletica leggera indoor di Glasgow 2019 si è svolto il 1º ed il 2 marzo 2019 presso la Commonwealth Arena and Sir Chris Hoy Velodrome.
La gara è stata vinta da Paweł Wojciechowski con la misura di 5,90 metri.

## Podio
| Pos.    | Atleta                 | Nazionalità |
| ------- | ---------------------- | ----------- |
| Oro     | Paweł Wojciechowski    | Polonia     |
| Argento | Piotr Lisek            | Polonia     |
| Bronzo  | Melker Svärd Jacobsson | Svezia      |

## Record
| Record                | Record            | Record | Record                 | Record           |
| --------------------- | ----------------- | ------ | ---------------------- | ---------------- |
| Record del Mondo      | Renaud Lavillenie | 6,16 m | Donec'k, Ucraina       | 15 febbraio 2014 |
| Record europeo        | Renaud Lavillenie | 6,16 m | Donec'k, Ucraina       | 15 febbraio 2014 |
| Record dei campionati | Renaud Lavillenie | 6,04 m | Praga, Repubblica Ceca | 7 marzo 2015     |

## Programma
| Data          | Ora   | Turno          |
| ------------- | ----- | -------------- |
| 1º marzo 2019 | 19:06 | Qualificazione |
| 2 marzo 2019  | 18:10 | Finale         |

## Risultati

### Qualificazione
Qualificazione: Si qualificano alla finale gli atleti che raggiungono la misura di 5.80 (Q) o i migliori 8 (q).
| Class | Atleta                 | Nazione                     | 5.20 | 5.35 | 5.50 | 5.60 | 5.70 | Risultato | Note |
| ----- | ---------------------- | --------------------------- | ---- | ---- | ---- | ---- | ---- | --------- | ---- |
| 1     | Emmanouīl Karalīs      | Grecia                      | –    | –    | o    | o    | o    | 5.70      | q    |
| 1     | Piotr Lisek            | Polonia                     | –    | –    | o    | o    | o    | 5.70      | q    |
| 3     | Sondre Guttormsen      | Norvegia                    | –    | xo   | o    | o    | o    | 5.70      | q    |
| 4     | Bo Kanda Lita Baehre   | Germania                    | –    | o    | xxo  | o    | o    | 5.70      | q, = |
| 5     | Claudio Stecchi        | Italia                      | –    | –    | o    | o    | xo   | 5.70      | q    |
| 6     | Georgiy Gorokhov       | Atleti Neutrali Autorizzati | –    | o    | xo   | o    | xo   | 5.70      | q, = |
| 6     | Melker Svärd Jacobsson | Svezia                      | –    | o    | –    | xo   | xo   | 5.70      | q    |
| 8     | Konstadínos Filippídis | Grecia                      | –    | o    | o    | o    | xx   | 5.60      | q    |
| 8     | Paweł Wojciechowski    | Polonia                     | –    | o    | o    | o    | xx   | 5.60      | q    |
| 10    | Axel Chapelle          | Francia                     | –    | –    | o    | x-   | xx   | 5.50      |      |
| 10    | Robert Sobera          | Polonia                     | –    | o    | o    | x-   | xx   | 5.50      |      |
| 12    | Ivan Horvat            | Croazia                     | o    | o    | xxx  |      |      | 5.35      |      |
| 13    | Matěj Ščerba           | Rep. Ceca                   | xo   | xo   | xxx  |      |      | 5.35      |      |
| 14    | Alioune Sene           | Francia                     | –    | xxo  | xxx  |      |      | 5.35      |      |

### Finale
| Class   | Atleta                 | Nazione                     | 5.30 | 5.45 | 5.55 | 5.65 | 5.75 | 5.80 | 5.85 | 5.90 | 5.95 | Risultato | Note                          |
| ------- | ---------------------- | --------------------------- | ---- | ---- | ---- | ---- | ---- | ---- | ---- | ---- | ---- | --------- | ----------------------------- |
| Oro     | Paweł Wojciechowski    | Polonia                     | o    | o    | o    | xxo  | xo   | o    | x-   | xo   | xxx  | 5.90      | Miglior prestazione personale |
| Argento | Piotr Lisek            | Polonia                     | –    | o    | –    | o    | o    | o    | o    | xx-  | x    | 5.85      |                               |
| Bronzo  | Melker Svärd Jacobsson | Svezia                      | –    | –    | xxo  | –    | xxo  | x-   | xx   |      |      | 5.75      |                               |
| 4       | Emmanouīl Karalīs      | Grecia                      | –    | –    | o    | o    | xxx  |      |      |      |      | 5.65      |                               |
| 4       | Claudio Stecchi        | Italia                      | –    | –    | o    | o    | xxx  |      |      |      |      | 5.65      |                               |
| 6       | Sondre Guttormsen      | Norvegia                    | xo   | o    | o    | xxx  |      |      |      |      |      | 5.55      |                               |
| 7       | Bo Kanda Lita Baehre   | Germania                    | –    | o    | xo   | xxx  |      |      |      |      |      | 5.55      |                               |
| 8       | Georgiy Gorokhov       | Atleti Neutrali Autorizzati | o    | –    | xxo  | xxx  |      |      |      |      |      | 5.55      |                               |
|         | Konstadínos Filippídis | Grecia                      | –    | xxx  |      |      |      |      |      |      |      | nm        |                               |